# アポロ (競走馬)
アポロ（Apollo、1879年 - 1887年）は、アメリカ合衆国のサラブレッドの競走馬。3歳春の遅いデビューながら、1882年のケンタッキーダービーに優勝した。2歳戦を使わずにケンタッキーダービーを制する馬が長らく出なかったため、同馬にかけて「アポロの呪い」と呼ばれるきっかけとなった。

## 経歴
エルメンドルフファームの所有者であるダニエル・スワイガートが生産したサラブレッドの一頭である。スワイガートは母馬となるレベッカティープライスを、アシュステッド（Ashstead）とレバー（Lever）という2頭の種牡馬と同じ年に交配させた。このため、生まれたアポロの父はどちらであるか不明であり、資料によっては併記されていたり、片方だけ載せられたりしている。ケンタッキー・ライブストック・レコード誌の記録によれば「体高60.5インチ（約153.6センチメートル）、左後一白。やや大きめで顔は長く、あごが広く、頑丈な首が肩に繋がっており、キ甲は高く、胸は広く、体長は長く、腰は弓なり、四肢ものびやかで、特に尻がよく、また脚も骨が太い」という特徴を備えた馬であったという。
2歳時は怪我の影響で競走ができず、その間にスワイガートはアポロをグリーン・B・モリス調教師とジェームズ・パットンの両名に売却した。以後、アポロはモリスの管理下で競走馬として調教を受けた。アポロのデビュー戦は3歳になった1882年4月11日のニューオーリンズで行われたピックウィックステークス（10ハロン・約2011メートル）で、2着であった。それから1週間後の古馬混合のヒート競走（8ハロン・約1609メートル）で2着2回、26日に迎えたコットリルステークス（12ハロン・約2414メートル）で初勝利を挙げた。
5月16日に迎えたケンタッキーダービーにおいては、断然人気のラニーミードがブックメーカーのオッズでは単勝1.8倍のオッズを付けられていた一方、アポロはブックメーカーが11倍、競馬場の公式オッズではフィールド扱いで7倍、単体だと34倍という大穴扱いであった。人気になっていたラニーミードは度々馬群に包まれる不利を受けながらも先頭に立ち、一方でB・ハード騎手を背にしたアポロは前半は中団に位置し、徐々に順位を上げていった。最後の直線に入ったところで先行していたラニーミードに迫る3番手にまで進出、猛然と追いかけてラニーミードを半馬身差捉えてゴール、大穴を空けて優勝した。
アポロとラニーミードは6日後のクラークステークスで再び対戦しているが、ここではラニーミードが「キャンターで走ったかのよう」と評されるほど楽勝したのに対して、アポロは10馬身以上離された3着に終わった。3歳時は21戦して10勝、ケンタッキーダービーのほかにコールステークス、セントレジャーステークスなどで勝っている。その後、4歳時は30戦14勝、5歳時は4戦0勝で引退している。
ケンタッキーダービーから数年後、S・S・ブラウン大尉という人物の発言により、アポロの勝利は疑義に晒された。これは、早いうちからケンタッキーダービーの馬券販売を行っていたブックメーカーたちが首謀者とされ、すでに大量の掛け金を受け取っていたために、断然人気のラニーミードに勝たれると破滅もありうる彼らが仕組んだ、と考えられた。調教師のモリスはギャンブラーで、当のダービーの賭けで1万ドルを儲けたと伝えられており、さらにラニーミードの馬主であったドワイヤー兄弟とも親しかったことが疑惑を深めた。しかしそれ以上の進展はなく、以後も1882年のケンタッキーダービーはアポロの勝利と記録された。
『ザ・サン』紙において、1887年11月30日に死亡が報じられる。死因は破傷風に伴う開口障害であった。

## アポロの呪い
2歳戦を経験せずにケンタッキーダービーを優勝した馬は、第8回の時点でアポロが初めてであったが、それ以後も3歳からデビューした馬でケンタッキーダービーに勝った馬は100年以上存在しなかった。
後年、カーリンやボーディマイスターのような3歳デビューの競走馬がケンタッキーダービーの有力候補に挙がることも珍しくなくなったが、それらが全て敗れているため、3歳デビュー唯一の優勝馬であった同馬の名を取ってアポロの呪い（curse of Apollo）と呼ばれるジンクスと化していた。1937年以降、2017年までに61頭の3歳デビュー馬が出走しているが、優勝馬0頭、2着3回、3着5回という結果に終わっている。2018年、3歳デビューでケンタッキーダービーに挑んだジャスティファイが優勝し、136年目にしてアポロの呪いは打ち破られた。
勝てない理由には、競走回数の少なさからの経験不足、フルゲート20頭の多頭数の競馬に慣れていないことなどが考えられた。また、アポロの時代とはケンタッキーダービーの環境が異なりすぎることも指摘されている。

## 血統表
上述の通り、アポロの父馬はどちらが正しいか不明で、血統表も資料により異なっている。以下は一例である。
- 父をアシュステッドとするもの - equineline.com[10]
- 父をレバーとするもの - 『The Kentucky Derby, Preakness and Belmont Stakes』[c 4]、Horse Telex Pedigree[11]、bogus.jp[12]
- 併記されているもの - bloodlines.net[13]、kentuckyderby.com[1]

また、母父のザカーネル（The Colonel）という馬も同名馬が複数頭おり、これも血統表によってプライアム（Priam）を父に持つものと、アルビオン（Albion）を父に持つものが資料によって混同している。以下、equineline.comで使われているものを引用。
| アポロの血統                           | アポロの血統                             | アポロの血統                      | （血統表の出典）                  | （血統表の出典） |
| 父 Ashstead 1865 鹿毛 イギリス         | 父の父Vedette 1854 黒鹿毛 イギリス       | Voltigeur                         | Voltaire                          | Voltaire         |
| 父 Ashstead 1865 鹿毛 イギリス         | 父の父Vedette 1854 黒鹿毛 イギリス       | Voltigeur                         | Martha Lynn                       |                  |
| 父 Ashstead 1865 鹿毛 イギリス         | 父の父Vedette 1854 黒鹿毛 イギリス       | Mrs. Ridgway                      | Birdcatcher                       | Birdcatcher      |
| 父 Ashstead 1865 鹿毛 イギリス         | 父の父Vedette 1854 黒鹿毛 イギリス       | Mrs. Ridgway                      | Nan Darrell                       |                  |
| 父 Ashstead 1865 鹿毛 イギリス         | 父の母Cowl Mare 1851 鹿毛 イギリス       | Cowl                              | Bay Middleton                     | Bay Middleton    |
| 父 Ashstead 1865 鹿毛 イギリス         | 父の母Cowl Mare 1851 鹿毛 イギリス       | Cowl                              | Crucifix                          |                  |
| 父 Ashstead 1865 鹿毛 イギリス         | 父の母Cowl Mare 1851 鹿毛 イギリス       | Lanercost Mare                    | Lanercost                         | Lanercost        |
| 父 Ashstead 1865 鹿毛 イギリス         | 父の母Cowl Mare 1851 鹿毛 イギリス       | Lanercost Mare                    | The Nun                           |                  |
| 母 Rebecca T. Price 1858 栗毛 アメリカ | 母の父The Colonel 1836 栗毛 アメリカ     | Priam                             | Emilius                           | Emilius          |
| 母 Rebecca T. Price 1858 栗毛 アメリカ | 母の父The Colonel 1836 栗毛 アメリカ     | Priam                             | Cressida                          |                  |
| 母 Rebecca T. Price 1858 栗毛 アメリカ | 母の父The Colonel 1836 栗毛 アメリカ     | My Lady                           | Comus                             | Comus            |
| 母 Rebecca T. Price 1858 栗毛 アメリカ | 母の父The Colonel 1836 栗毛 アメリカ     | My Lady                           | Delpini Mare                      |                  |
| 母 Rebecca T. Price 1858 栗毛 アメリカ | 母の母Margrave Mare 1841 黒栗毛 アメリカ | Margrave                          | Muley                             | Muley            |
| 母 Rebecca T. Price 1858 栗毛 アメリカ | 母の母Margrave Mare 1841 黒栗毛 アメリカ | Margrave                          | Election Mare                     |                  |
| 母 Rebecca T. Price 1858 栗毛 アメリカ | 母の母Margrave Mare 1841 黒栗毛 アメリカ | Rosalie Somers                    | Sir Charles                       | Sir Charles      |
| 母 Rebecca T. Price 1858 栗毛 アメリカ | 母の母Margrave Mare 1841 黒栗毛 アメリカ | Rosalie Somers                    | Mishief                           |                  |
| 母系(F-No.)                            | (FN:A15)                                 | (FN:A15)                          | (FN:A15)                          | [ § 2 ]          |
| 5代内の近親交配                        | Praim3×5=15.63%、Orville5×5=6.25%        | Praim3×5=15.63%、Orville5×5=6.25% | Praim3×5=15.63%、Orville5×5=6.25% | [ § 3 ]          |
| 出典                                   | 1. 2. 3.                                 | 1. 2. 3.                          | 1. 2. 3.                          | 1. 2. 3.         |